# Gilded Age

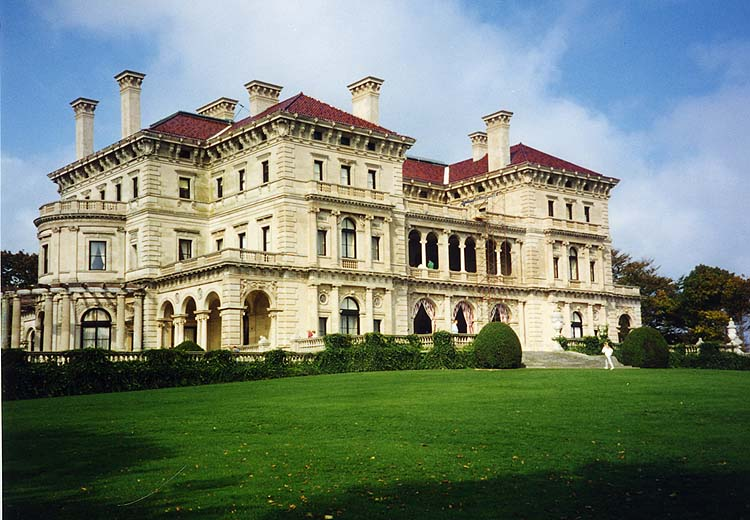
"The Breakers", o casă în stil victorian prezentând bogăția posesorilor cu opulența specifică timpului, The Gilded Age, din Newport, Rhode Island.

În istoria americană, prin [the] Gilded Age ("Era strălucitoare") se înțelege o perioadă de creștere masivă a populației în Statele Unite ale Americii combinată cu o afișare extravangantă și, de multe ori, ostentativă a bogăției clasei superioare americane, după Războiul civil american și perioada Reconstrucției, la sfârșitul secolului al XIX-lea, cuprinzând aproximativ intervalul dintre anii 1877-1890. 
Polarizarea averilor din perioada Gilded Age a derivat în primul rând din expansiunea industraială și a populației. Antreprenorii celei de-a doua revoluții industriale au creat localități și orașe industriale în Nord-estul SUA .